# De qué color es el viento
De qué color es el viento es una película mexicana de 1973, producida y dirigida por Servando González. Esta protagonizada por Ahui Camacho, Crystal y Héctor Suárez.

## Argumento
Sergio y Eva son dos niños invidentes que estudian en la misma escuela de capacitación para ciegos y pronto se hacen amigos, a pesar de que él proviene de una familia humilde y ella de una familia de clase alta, por lo que la madre del chico le prohíbe que la vaya a visitar a su casa.
Por suerte para Sergio, su maestra Luz María decide ayudarlo costeando una parte de la operación con sus ahorros para que pueda ver. La operación resulta todo un éxito pero, ahora, el niño comienza a percatarse de que el mundo no es tan maravilloso como se lo había imaginado cuando estaba ciego y, aunado al hecho de que es ahora la mamá de Eva quien no quiere el trato con su hija (ya que la niña también había sido operada con anterioridad pero sin conseguir el mismo resultado), Sergio decide tomar una medida drástica para poder recuperar la amistad de su amiga.

## Elenco
- Ahui Camacho como  Sergio Pérez
- Crystal como Eva Helguera, amiga de Sergio
- Héctor Suárez como Melchor Pérez, papá de Sergio
- Ofelia Medina como Adelita, mamá de Sergio
- Virma González como Luz María, maestra de Eva y Sergio
- Enrique Pontón como Artemio Helguera, papá de Eva
- María Eugenia San Martín como Mamá de Eva
- Pedro de Urdimalas como  Ángel, el panadero

## Premios
La película ganó los premios de Mejor película, Mejor guion, Mejor director, Mejor actriz (para Virma González) y Mejor actor (para Héctor Suárez) en el XI Festival de Cine de Panamá de 1973.